# Новелія
Новелія (Nowellia) — рід печіночників родини uолівочковb[ (Cephaloziaceae). Назва цього роду на честь Вільяма Новелла (1880–1968), британського ботаніка та міколога, який проводив дослідження в Тринідаді та написав книгу Diseases of crop-plants in the Lesser Antilles (1923).

## Види
Види:
- Nowellia aciliata (P.C.Chen & P.C.Wu) Mizut.
- Nowellia bicornis (Spruce) Fulford
- Nowellia borneensis (De Not.) Schiffn.
- Nowellia caledonica Stephani
- Nowellia caribbeania Fulford
- Nowellia curvifolia (Dicks.) Mitt.
- Nowellia dominicensis Steph.
- Nowellia evansii Grolle
- Nowellia indica Pandé & K.P.Srivast.
- Nowellia langii Pearson
- Nowellia orientalis R.S.Chopra
- Nowellia pusilla Grolle
- Nowellia reedii H.Rob.
- Nowellia wrightii Grolle
- Nowellia yunckeri Fulford